# Manuel Bermejo Pérez
Manuel Bermejo Pérez (Las Palmas de Gran Canaria, 1922, ib. 13 de octubre de 2005) fue un político español, nacionalista canario y primer alcalde democrático de Las Palmas de Gran Canaria.

## Biografía
Estudió la carrera de Ingeniería agronómica en Madrid, donde entra en contacto con algunos militantes del Partido Comunista de España (PCE), si bien no llegó a militar en él. Termina sus estudios en 1953. A partir de 1961 es nombrado jefe del Servicio de Catastro de Rústica en la Delegación de Hacienda de Las Palmas de Gran Canaria. También será profesor en la Escuela Técnica Superior de Arquitectura de la ciudad canaria. 
En la década de 1970, durante los últimos años del franquismo, fue secretario de la Junta Democrática de Canarias, ingresando además en el Partido Socialista Popular (PSP) de Enrique Tierno Galván. Cuando el PSP decide fusionarse dentro del PSOE, Bermejo y otros militantes abandonan el partido y forma el Partido Socialista Autonomista de Canarias (o Partido Socialista de Canarias), siendo una de las organizaciones que conformarían la agrupación nacionalista de izquierdas Unión del Pueblo Canario (UPC).
En las primeras elecciones constitucionales de España de 1979 se presenta a la alcaldía de la ciudad de Las Palmas de Gran Canaria por UPC, siendo elegido alcalde tras un pacto con el PSOE y un concejal de Asamblea de Vecinos. En esos momentos estaban teniendo lugar diversas movilizaciones obreras, muchas de las cuales eran apoyadas por UPC. Durante su mandato se municipalizaron las guaguas y se organizaron campañas de ayuda los intereses de la República Árabe Saharaui Democrática. A los pocos meses de gobierno, el PSOE abandona el pacto para apoyar la moción de censura contra Bermejo presentada por la Unión de Centro Democrático (UCD). En agosto de 1980, Manuel Bermejo dimite antes de que se vote la moción de censura.
A partir de ese momento Manuel Bermejo se retirará de la política activa, si bien mantuvo su actividad en el campo de la cultura.